# Golf en Écosse

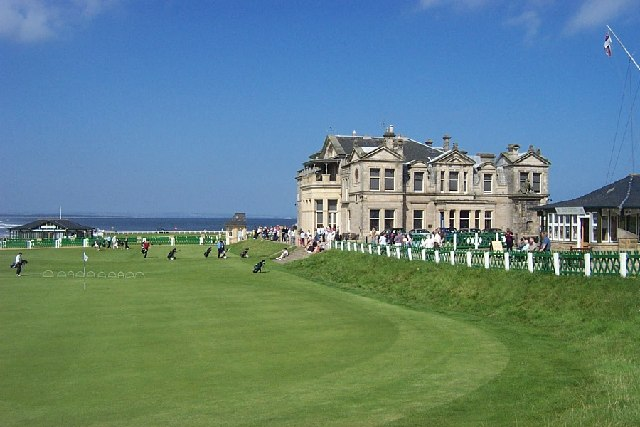
Le Old Course

Le golf en Écosse a été pour la première fois connu au XVe siècle, et le jeu moderne du golf a été pour la première fois développé et établi dans le pays. Le jeu joua un rôle clef dans la sensibilisation sportive nationale,. L'Écosse est largement considérée comme la « patrie du golf »,,, et le golf fait partie des icônes culturelles de l'Écosse ; cet argument est souvent utilisé à des fins de promotion touristique. Les golfeurs constituent environ 2 % des touristes ayant visité l'Écosse en 2004

## Étymologie

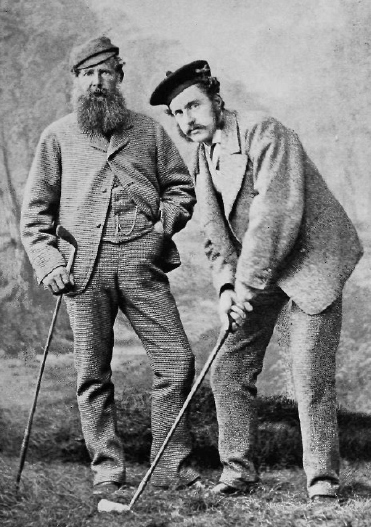
Old Tom Morris et Young Tom Morris ca. 1870-75

### Expressions golfiques d'origine écossaise
- Links: first recorded in 1453 - Et de ... s. de le lynkis de Leith[réf. nécessaire]
- Club de golf: first recorded in 1503-1504 - For  golf  clubbes and balles to the King that he playit with
- balle de golf: first recorded as a term in 1545 (although also referred to in the 1503-1504 Treasury account) - Three dossoun and thre goif bawis
- Drive: first recorded in 1583 - Ane golf staff to driffe the ball vithe all
- Tee (Teeing ground): first recorded in 1721 - Driving their Baws frae Whins or Tee, There’s no ae Gowfer to be seen.
- Putt: first recorded in 1743 - Let each social soul Drink to the putter, the balls, and the hole.
- Caddie (Caddy): first recorded in 1773 - In order to preserve the holes, no Golfer or Cadie shall be allowed to make any Tee within ten yards of the hole.

## Origines
Le Royal and Ancient Golf Club of St Andrews, fondé en 1754, est, avec l'Honourable Company of Edinburgh Golfers, l'un des plus anciens clubs de golf au monde. Il fut, jusqu'en 2004, l'une des autorités de la réglementation de ce sport. Cette fonction est depuis occupée par la R&A. Le premier Open britannique a été organisé au Prestwick Golf Club en 1860.

## Diffusion du jeu
Alors que, dans d'autres régions du monde, le golf est considéré comme un sport élitiste, il est pratiqué en Écosse par l'ensemble de la société,, ou tout au moins par davantage de joueurs issus des classes populaires que dans d'autres pays. De nombreux terrains de golf appartiennent aux communautés locales, avec des frais d'accès peu élevés, y compris des parcours prestigieux tels que l'Old Course de St Andrews ou les links de Musselburgh. Ainsi 1681, le duc d'York, afin de relever un défi lancé par deux lords anglais quant à l'origine anglais ou écossaise du golf, choisit pour partenaire le cordonnier John Patersone, réputé meilleur joueur de la région.

## Joueurs

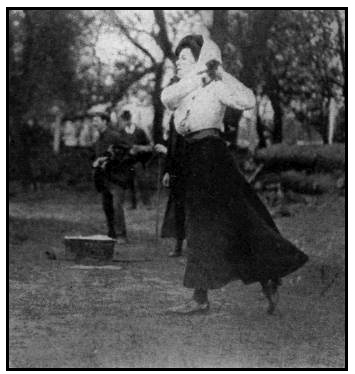
Dorothy Campbell, la première joueuse de golf de renommée internationale.

Several Scots golfers are members of the World Golf Hall of Fame. Players marked * are also members of the Scottish Sports Hall of Fame:
- Willie Anderson (1879-1910)
- Tommy Armour* (1894-1968)
- James Braid* (1870-1950)
- Dorothy Campbell (1883-1945)
- Alister MacKenzie (1870-1934)
- Old Tom Morris* (1821-1908)
- Young Tom Morris* (1851-1875)
- Willie Park, Sr. (1834-1903)
- Allan Robertson (1815–1859)
- Donald Ross (1872-1948)

Sandy Lyle (né en 1958), Belle Robertson (née en 1936) et Jessie Valentine (1915-2006) sont aussi présentés dans le Scottish Sports Hall of Fame, mais pas dans le World Golf Hall of Fame.

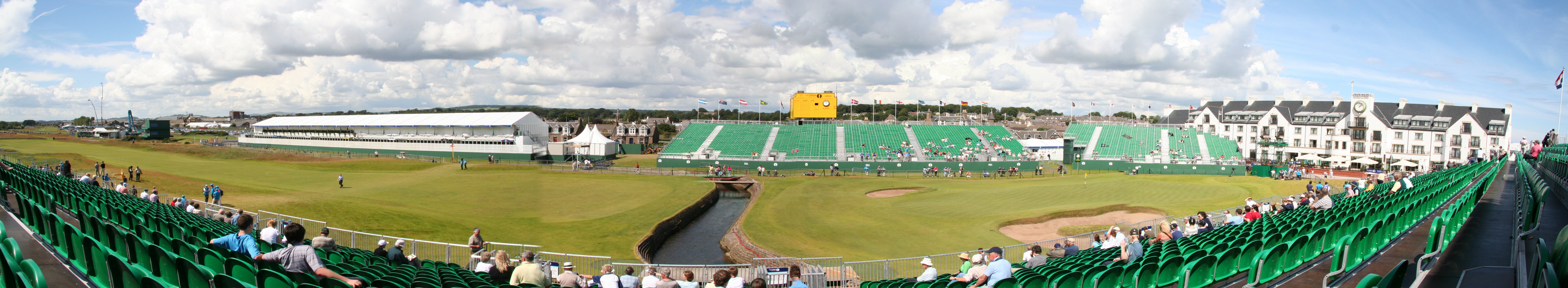
Le de Carnoustie, Angus, Écosse.

## Références

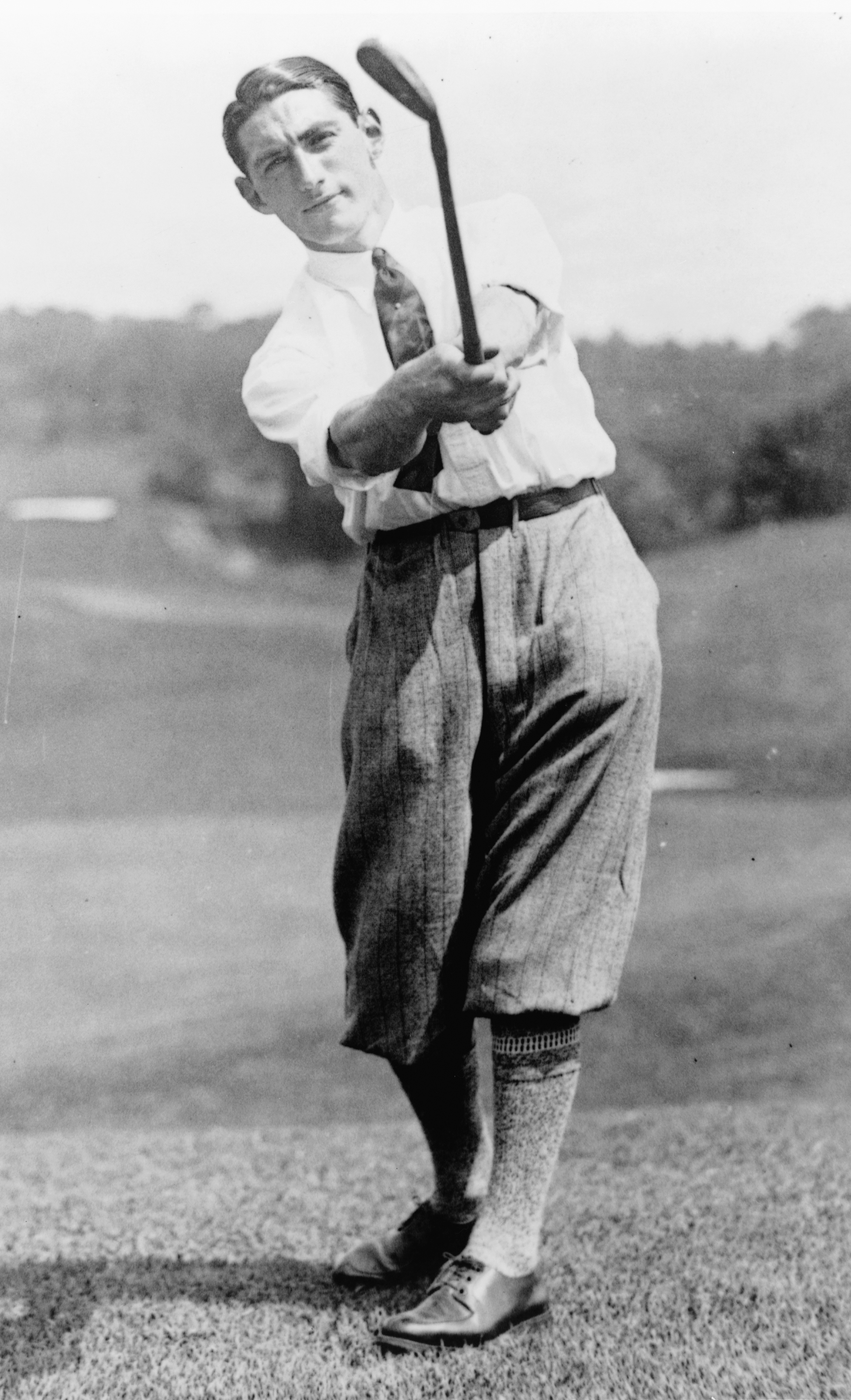
Tommy Armour

## Lecture
- Guillain, Jean-Yves, 2013, Histoire du golf en France (1856-1939), vol. 1, L'Harmattan, Paris.
- Browning, Robert, 1955, A History of Golf, A & C Black, London
- Campbell, Malcolm, 2001, The Scottish Golf Book, Lomond Books
- Clark, Robert, 1875 and 1893, Golf: A Royal and Ancient Game, EP Publishing
- Cameron, Robbie J, 1936, Chronicle of Royal Burgess Golfing Society of Edinburgh, Morrison & Gibb
- Cruden, Stewart, 1992, Bruntsfield Links Golfing Society, BLGS and John Donald Publishers
- Geddes, Olive, 1992, A Swing Through Time Golf in Scotland 1457–1743, HMSO for the National Library of Scotland
- Hamilton, David, 1998, Golf Scotland’s Game, Patrick Press
- Jarrett, Tom, 1995, St Andrews Golf Links The First 600 Years, Mainstream Publishing
- Kidd, Roger, 2002, Golf in Scotland, Roger Kidd's Golf Guides
- Mair, Norman, 1994, Muirfield, Mainstream Publishing
- Price, Robert, 1989, Scotland's Golf Courses, Mercat Press
- Royal & Ancient, The 2004 Golfer's Handbook, Renton Laidlaw Macmillan Publishers
- Stirk, David I, 1987, Golf: the history of an obsession, Phaidon Press